# Thaumalea sonorensis
Thaumalea sonorensis är en tvåvingeart som beskrevs av Arnaud och Boussy 1994. Thaumalea sonorensis ingår i släktet Thaumalea och familjen mätarmyggor. Inga underarter finns listade i Catalogue of Life.